# Безбородов, Алексей (серийный убийца)
Алексей Безбородов (род. 1984, Грачёвка, Усманский район, Липецкая область, РСФСР, СССР) — российский серийный убийца, совершивший в 2011 году на территории Московской области серию из не менее пяти убийств лиц, ведущих бродяжнический образ жизни. Известен под прозвищами «Бутовский маньяк» и «Король бездомных».

## Биография

### Жизнь до убийств
О детстве и юности Алексея Безбородова известно крайне мало. Родился в селе Грачёвка (Усманский район, Липецкая область). Имел брата Александра. В раннем возрасте переехал жить в Липецк. Будучи подростком Безбородов стал демонстрировать девиантное поведение по отношению к окружающим и увлекаться спиртными напитками. После окончания школы Безбородов вместе с братом подался на заработки в Москву, однако его подвела алкогольная зависимость, из-за которой он не смог найти достойную работу и был вынужден начать вести бродяжнический образ жизни. В конце 2003 года Безбородов и его брат поселились в Бутовском лесу (Ленинский район Подмосковья). В 240 метрах к югу от МКАД они разбили лагерь, который хорошо обустроили: поставили на его территории шалаши, палатки, деревянные столы и стулья, оборудовали каменное костровище и мангал. Туда Безбородов стал зазывать и других лиц, в основном ведущих маргинальный образ жизни и страдающих алкоголизмом. Провозгласив себя главным он создал иерархию и установил на территории импровизированного лагеря жёсткие правила, согласно которым все его обитатели рано утром должны были уходить в Москву и заниматься сбором вторсырья, попрошайничеством и воровством, а сам Безбородов и его брат в это время оставались в лагере, охраняя скарб и следя за порядком. К вечеру остальные бомжи возвращались с вырученными деньгами, которые тратились на еду и спиртное. Всего в лагере проживало от 15 до 20 бомжей.
В том же 2004 году Безбородов с особой жестокостью изнасиловал бездомную женщину, которая впервые пришла в лагерь, при этом нанеся ей травмы, требующие медицинского вмешательства — женщину увезли на «скорой». Безбородов был арестован и в ходе следствия признан виновным в изнасиловании. В феврале 2005 года суд приговорил его к 4 годам лишения свободы. Был отправлен отбывать наказание в родную Липецкую область. В период отбывания наказания Безбородов демонстрировал примерное поведение и не подвергался дисциплинарным взысканиям со стороны администрации исправительного учреждения, благодаря чему через два года освободился условно-досрочно. После освобождения он остался в Липецке, а через год был осуждён за жестокое избиение прохожего, получив в качестве уголовного наказания 2 года тюремного заключения.
В конце октября 2010 года Безбородов вышел на свободу отсидев срок полностью, покинул Липецкую область и вернулся в лагерь бездомных, в котором вновь восстановил своё лидерство. За время отсутствия Безбородова за порядком в лагере следил его брат Александр. В тоже время Безбородов начал демонстрировать вспышки ярости и гнева по отношению к окружающим, причём они происходили из-за сущих мелочей, вследствие чего в начале 2011 года Безбородов начал убивать.

### Убийства
В период с февраля по июнь 2011 года Алексей Безбородов совершил серию из не менее пяти убийств. Жертвами становились жители лагеря, как мужчины, так и женщины, которые так или иначе задевали Безбородова своим поведением, и он убивал их в приступе агрессии, забивая до смерти тупыми предметами. Трупы он и его брат прятали в лесном овраге возле лагеря. Так как в процессе разложения останки выделяли гнилостный запах, Безбородов во всех случаях обрабатывал их перцовым баллончиком, а также закапывал — летом в ветках, листве и мусоре, а зимой в снегу. Официально было установлено, что жертв у Безбородова пять, однако после его ареста осенью 2011 года в яме в Бутовском лесу было обнаружено в общей сложности 11 тел, часть из них были убиты путём удушения, часть — зарезаны. Первоначально предполагалось, что пять из 11 убийств Безбородов совершил совместно с 27-летним безработным уроженцем Таджикистана Артёмом Ананьниным, однако его причастность не подтвердилась и его дальнейшая судьба не известна. Сам Безбородов также признался в убийстве всех 11 человек, найденных в районе лесного лагеря. В показаниях Безбородова и Ананьина было полно путаницы. В конечном итоге в 2014 году было доказано лишь два убийства, совершённых Безбородовым, а в 2025 — ещё три.
Первое доказанное убийство Безбородов совершил в феврале 2011 года. В этот период времени он начал испытывать личную неприязнь по отношению к одному из жителей лагеря по имени Юрий, бездомному, который, по мнению Безбородова, не приносил никакой пользы, не трудился и жил за счёт других. В одну из февральских ночей Безбородов совершил нападение на Юрия, в ходе которого ударил его по голове палкой. От сильного удара Юрий потерял сознание, после чего Безбородов продолжил наносить ему удары по голове и телу, от последствий которых жертва скончалась. С целью сокрытия следов и улик преступления Безбородов оттащил тело убитого бездомного в овраг неподалёку от лагеря, где спрятал, засыпав снегом и мусором.
В марте того же года Безбородов совершил второе убийство, жертвой стал новоприбывший в лагерь бомж. Он проживал в лагере несколько дней, прежде чем разозлил Безбородова своим поведением. Безбородова разозлило, что новичок не вымыл руки после туалета, и он трижды ударил его обухом топора по голове, причинив бездомному множественные переломы костей черепа, от которых он моментально скончался. Труп убитого Безбородов вместе с братом спрятал в том же овраге, где и предыдущую жертву.
Спустя несколько дней в ходе распития спиртного Безбородов сильно избил бездомную женщину по имени Ольга: сначала нанёс ей несколько ударов руками, а когда она упала пустил в ход ноги, палку и лопату, причинив ей множественные, зачастую несовместимые с жизнью травмы. Ольга скончалась не сразу, а лишь на следующий день, не покинув лагерь из-за травм и того, что Безбородов не допустил бы этого, опасаясь уголовного преследования. Мотив этого убийства Безбородов объяснил странно — по его словам, он жестоко забил женщину потому, что у неё была некрасивая форма рук.
Четвёртой жертвой стал бомж по имени Сергей Ивашкин. В мае или июне 2011 года (точная дата не была установлена следствием) Безбородов, его брат, некая женщина и Ивашкин поздним вечером распивали спиртное на территории лагеря. В какой-то момент Ивашкин положил ноги на стол, где стояли продукты и алкоголь, что возмутило Безбородова. Он дважды сделал Ивашкину замечание, однако тот проигнорировал его, после чего Безбородов пришёл в ярость и два раза ударил Ивашкина топором по голове, убив на месте.
Участь Ивашкина шокировала его подругу и жительницу лагеря Анжелу, которая стала угрожать Безбородову тем, что обратится в правоохранительные органы. В ходе ссоры Безбородов схватился за деревянную палку и убил Анжелу, пять раз ударив по голове. Труп как всегда был спрятан в лесном овраге, где находились ещё четыре тела.

### Арест, следствие и суд
2 сентября 2011 года Алексей Безбородов был задержан оперативниками юго-западного УВД Москвы за бродяжничество и доставлен в отдел полиции «Южное Бутово», где в ходе допроса он признался в серии убийств. Первоначально он подозревался в 11 эпизодах, и признал свою вину по ним, но в конечном итоге им было написано только пять явок с повинной. В овраге возле лагеря были обнаружены пять тел. В трёх случаях судебно-медицинской экспертизой не была установлена причина смерти жертв, так как прошло много времени, и в ходе следствия и суда Безбородову инкриминировали лишь два убийства, по которым была точно установлена криминальная смерть жертв. Расследование сильно  затянулось из-за неподтвердившихся признаний Безбородова по ещё шести убийствам.
11 марта 2014 года Щербинский районный суд Москвы приговорил Безбородова к 10 годам лишения свободы за два убийства. В 2020 году за примерное поведение он был переведён в колонию поселение, а в сентябре 2021 года выпущен на свободу, но уже в октябре он вновь попал в поле зрения полиции за квартирную кражу и в очередной раз осуждён. В августе 2023 года Безбородов вышел на свободу и решил восстановить лесной лагерь бомжей, однако его уже не было, как и не было в живых его брата Александра — тот скончался в 2013 году. Ещё год Безбородов продолжал вести бродяжнический образ жизни на территории столицы.
Летом 2024 года отдел по расследованию преступлений прошлых лет столичного Главного следственного управления Следственного комитета России поднял дело об обнаружении трёх тел в Бутовском лесу осенью 2011 года, и назначил повторную экспертизу по причинам их смерти. Экспертиза показала, что их смерть была насильственной, после чего Безбородов был объявлен в розыск. 28 августа 2024 года он был задержан во время полицейского рейда по столице. На следствии и в суде обвиняемый полностью признал свою вину и подробно рассказал обо всех обстоятельствах совершённых им преступлений. 4 февраля 2025 года Московский городской суд вынес Безбородову приговор. По пунктам «а» и «к» части второй статьи 105 (Убийство двух и более лиц, совершённое с целью скрыть другое преступление или облегчить его совершение) УК РФ суд назначил ему 19 лет лишения свободы. По совокупности с неотбытыми ранее сроками Безбородов получил 22 года лишения свободы, 8 из которых — в тюрьме, а оставшиеся — в исправительной колонии строгого режима.